# Вентилятор

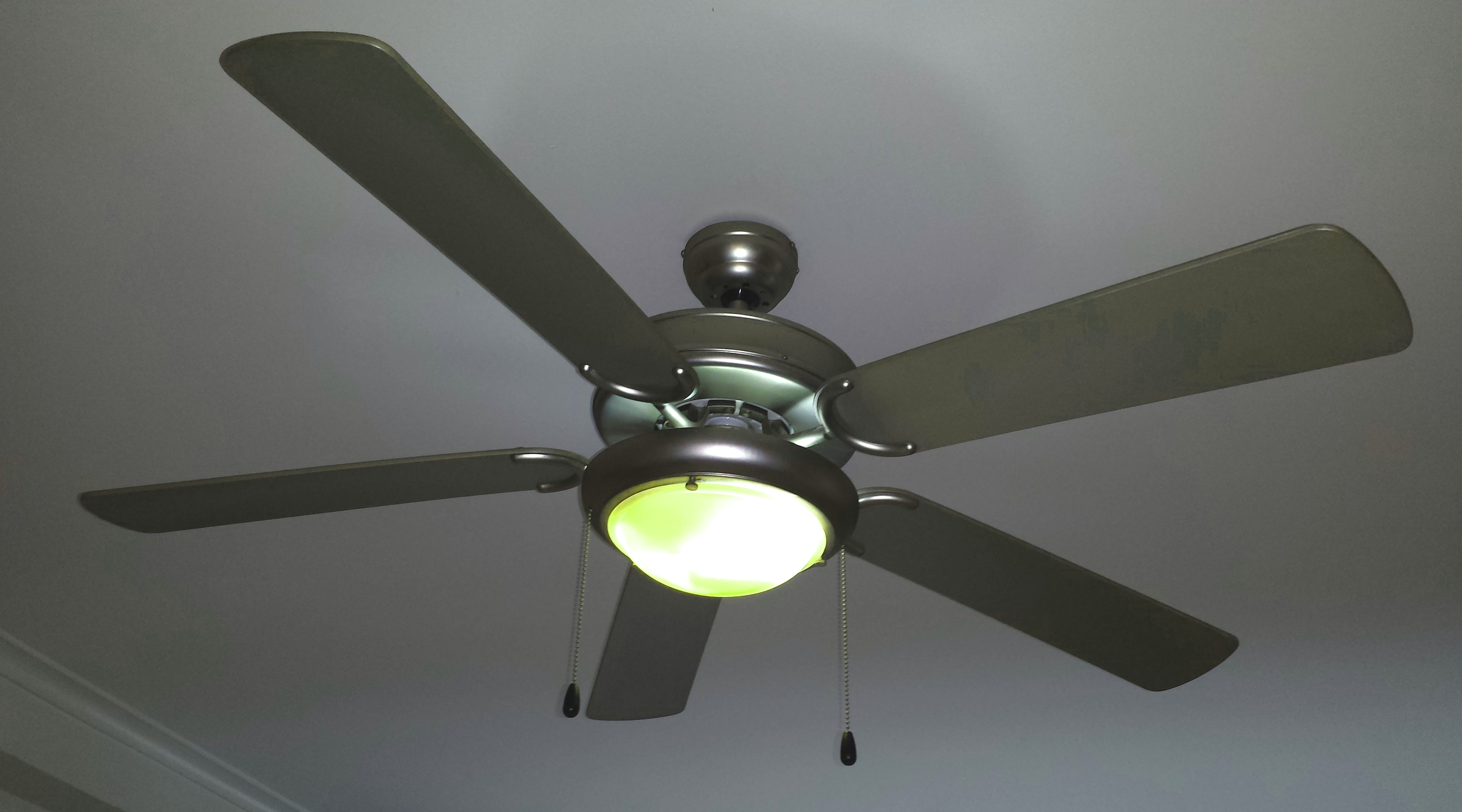
Потолочный вентилятор с лампой

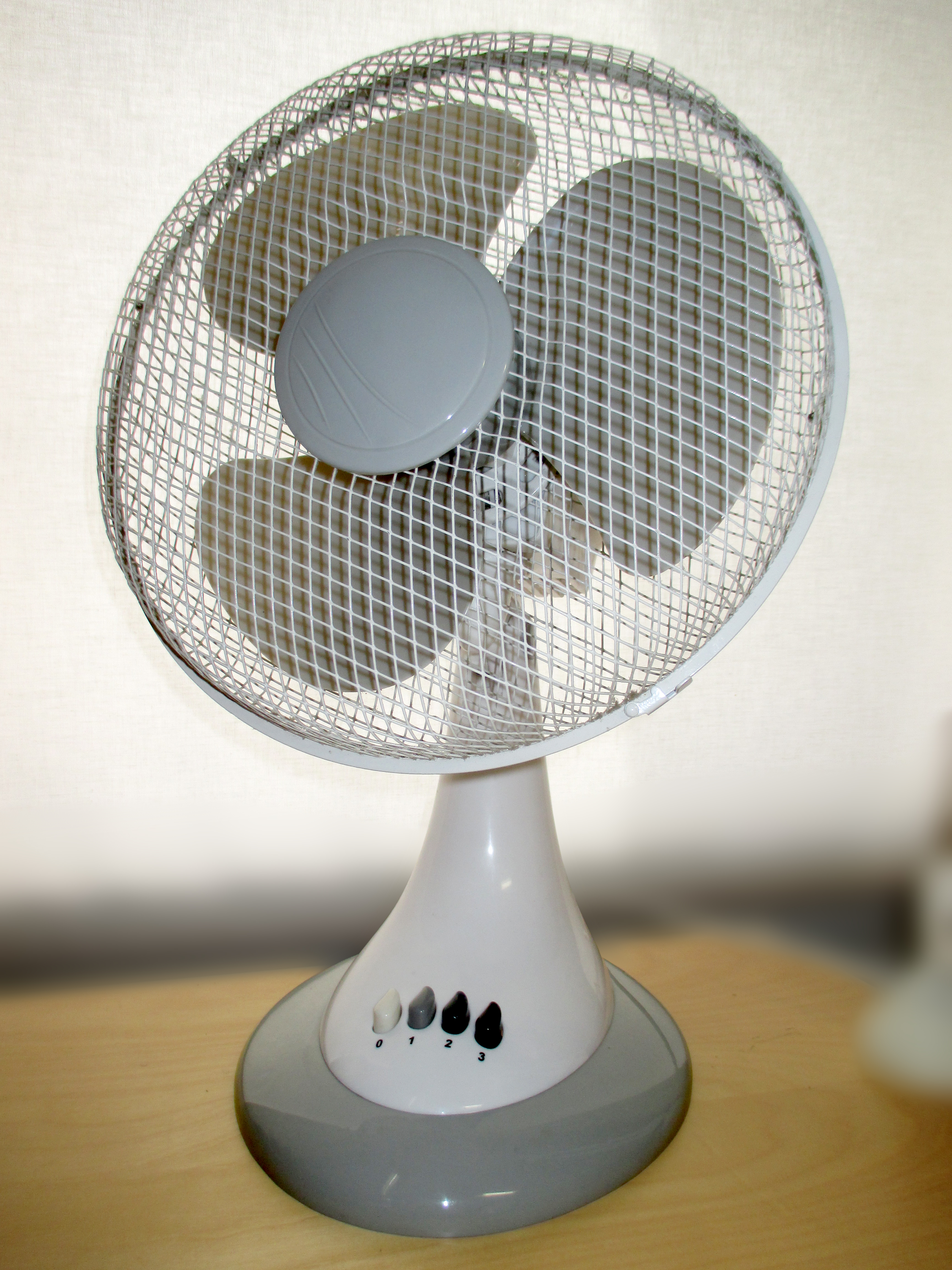
настольный вентилятор

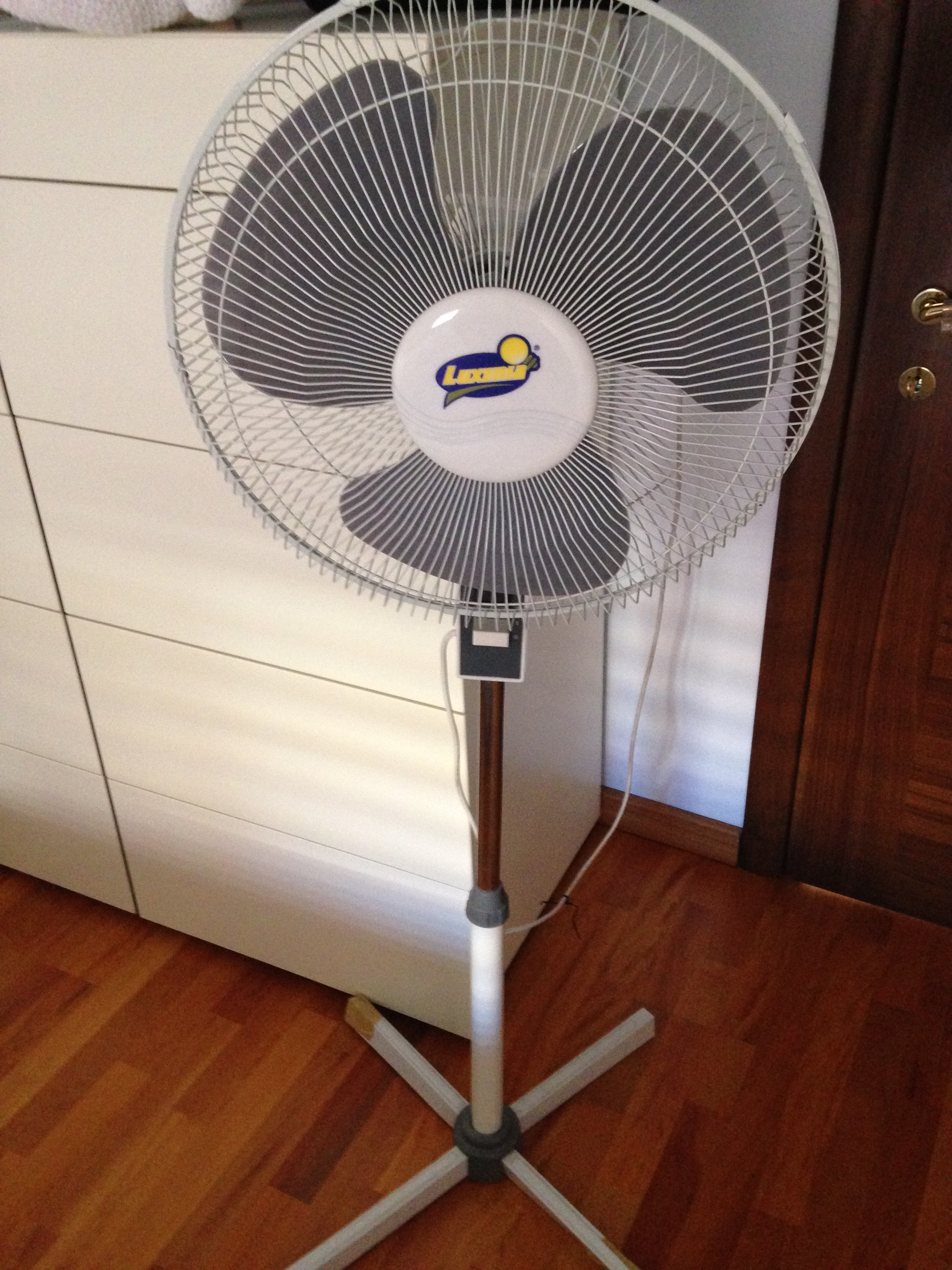
напольный вентилятор

Вентилятор — механическое устройство для перемещения воздуха или другого газа (воздушный насос) с создаваемым полным напором 15 кПа, при большем создаваемом напоре используется компрессор.
Применение:
- Системы принудительной вентиляции и кондиционирования воздуха жилых объёмов зданий, автомобилей, судов, летательных аппаратов, системы отопления (с водяным калорифером), и другие.
- Системы воздушного охлаждения ДВС, электродвигателей и генераторов, электронных компонентов (в том числе процессоров, ПЛИС), теплообменников, холодильных машин, компрессоров, и другое, в том числе системы охлаждения компьютеров;
- Обеспечение циркуляции воздуха в холодильных камерах, сушильных камерах, духовых шкафах;
- Применяется для выноса из шаровых мельниц с воздушным потоком продуктов помола, таких как угольная пыль для сжигания в пылеугольных горелках паровых котлов ТЭС (мельничный вентилятор предназначен для перемещения угольной пыли), иногда непосредственно вентилятор применяется для измельчения твердого топлива до пылевидного состояния (мельница-вентилятор, работающий одновременно как мельница, и как вентилятор, рабочее колесо такого вентилятора выполнено из твердой и прочной легированной стали, поскольку оно же измельчает кусковой уголь, имеет специально предназначенные бильные элементы, либо предвключенный бильный ротор, корпус-«улитка» изнутри покрыт броневыми плитками);
- Нагнетание воздуха, необходимого для горения, в различные технологические печи, мусоро-сжигательные, паровые и водогрейные котлы, в доменные воздухо-подогреватели и в мартеновские печи, печи для кремации, также удаление дымовых газов из вышеперечисленных агрегатов и обеспечение их рециркуляции (см. дымосос);
- Системы аварийного удаления дыма и ядовитых газов;
- Системы микроклимата — бытовые вентиляторы, кондиционеры, тепловые пушки и завесы и т. п.;
- Системы воздушного отопления;
- Как осевой движитель для транспортных средств, как источник подъёмной силы для воздушных и наземных транспортных средств (см. турбовентиляторный двигатель, винтовентиляторный двигатель);
- Вентиляторы являются основными компонентами фенов;
- Аппараты пайки и сварки горячим воздухом и многое другое.

## История

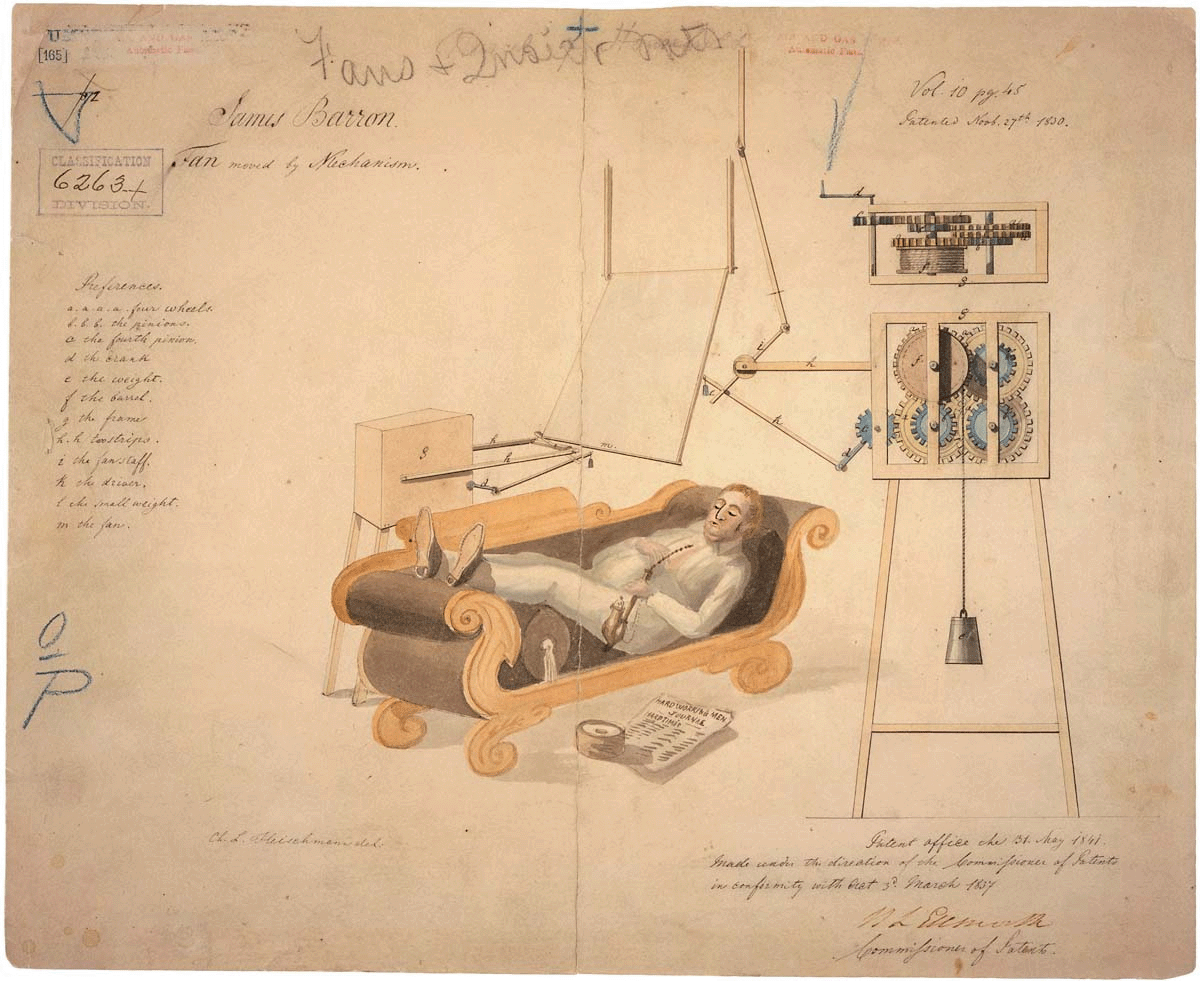
Патентный рисунок на «Вентилятор, приводимый в движение механизмом», 27 ноября 1830 г.

Отдельные приёмы организованной вентиляции закрытых помещений применялись ещё в древности. Вентиляция помещений до начала XIX века сводилась, как правило, к естественному проветриванию. Теорию естественного движения воздуха в каналах и трубах создал М. В. Ломоносов. В 1795 году В. Х. Фрибе впервые изложил основные положения, определяющие интенсивность воздухообмена в отапливаемом помещении сквозь неплотности наружных ограждений, дверные проёмы и окна, положив этим начало учению о нейтральной зоне.
В начале XIX века получает развитие вентиляция с тепловым побуждением приточного и удаляемого из помещения воздуха. Отечественные учёные отмечали несовершенство такого рода побуждения и связанные с ним большие расходы теплоты. Академик Э. X. Ленд указывал, что полная вентиляция может быть достигнута только механическим способом.
С появлением центробежных вентиляторов технология вентиляции помещений быстро совершенствуется. Первый успешно работавший центробежный вентилятор был предложен в 1832 году А. А. Саблуковым. В 1835 году этот вентилятор был применён для проветривания Чагирского рудника на Алтае. Саблуков предложил его и для вентиляции помещений, трюмов кораблей, для ускорения сушки, испарения и так далее. Широкое распространение вентиляции с механическим побуждением движения воздуха началось с конца XIX века.

## Типы вентиляторов
Многочисленные типы вентиляторов можно разделить по ниже приведённым признакам;
По конструкции:
- осевые (аксиальные);
- центробежные (радиальные);
- диаметральные (тангенциальные);
- безлопастные (эжекторного типа).

По типу привода:
- Имеющие собственный двигатель, чаще всего электрический, в некоторых случаях (вентиляторы охлаждения двигателей на строительной технике) - гидромотор;
- Приводимые в движение охлаждаемым механизмом, как например вентилятор у ДВС воздушного охлаждения, или вентилятор у мощных промышленных электродвигателей, вентилятор на автомобильном генераторе;
- С прямым приводом — рабочее колесо находится либо непосредственно на валу двигателя, либо вал рабочего колеса соединён с валом двигателя с помощью компенсирующей или глухоймуфты;
- С ремённым приводом — на валу рабочего колеса находится шкив, момент от двигателя или охлаждаемого механизма передаётся через ремень, чаще всего используется клиновый ремень (или ремни);
- С мультипликатором — в случае, если охлаждаемый механизм, от которого требуется привести вентилятор, является низкооборотистым — используется повышающая механическая передача, чаще всего цилиндрическая зубчатая, в некоторых случаях возможна и коническая передача. Такой привод имеют, например, вентиляторы на старых тепловозах, предназначенные для охлаждения тяговых электродвигателей и главного генератора;
- С гидромуфтой или вискомуфтой — если требуется изменять скорость вращения вентилятора с механическим приводом. Вискомуфта широко используется в вентиляторах, предназначенных для радиаторов ДВС с водяным охлаждением. Гидромуфта переменного наполнения с черпаковыми трубками использовалась ранее для привода вентиляторов холодильников тепловозов, таких как 2ТЭ10.

По типу перекачиваемой среды:
- Взрывозащищенные — не имеющих стальных частей и щёточного электродвигателя;
- Защищённые — для перекачки коррозионно-активных или агрессивных сред;
- Термостойкие — для перекачки газов высокой температуры, например, дымовых газов из котлов и печей. К данному типу относятся дымососы.

По конструктивному исполнению:
- Встраиваемые — являющиеся частью системы вентиляции, или представляющие собой самостоятельное устройство;
- Накладные — применяются в системах охлаждения электронных компонентов, также накладными являются вентиляторы, устанавливаемые в санузлах вместо обыкновенной решётки;
- Отдельностоящие — являются самостоятельным элементом, для создания локальной зоны вентилирования и кондиционирования.

### Осевой (аксиальный) вентилятор
Осевой вентилятор — вентилятор, в котором воздух перемещается вдоль оси рабочего колеса, вращаемого двигателем. Ввиду совпадения направления движения всасываемого и нагнетаемого воздуха, а также, в большинстве случаев, простоты изготовления, этот вид вентилятора является наиболее распространённым.
Осевые вентиляторы применяются в системах вентиляции жилых помещений; для обдува радиаторов ДВС; системы воздушного охлаждения компьютерных процессоров (кулеры), бытовые вентиляторы, шахтные вентиляторы, вентиляторы дымоудаления, тепловентиляторы, отопители в салонах автобусов, трамваев и троллейбусов, фены и др.

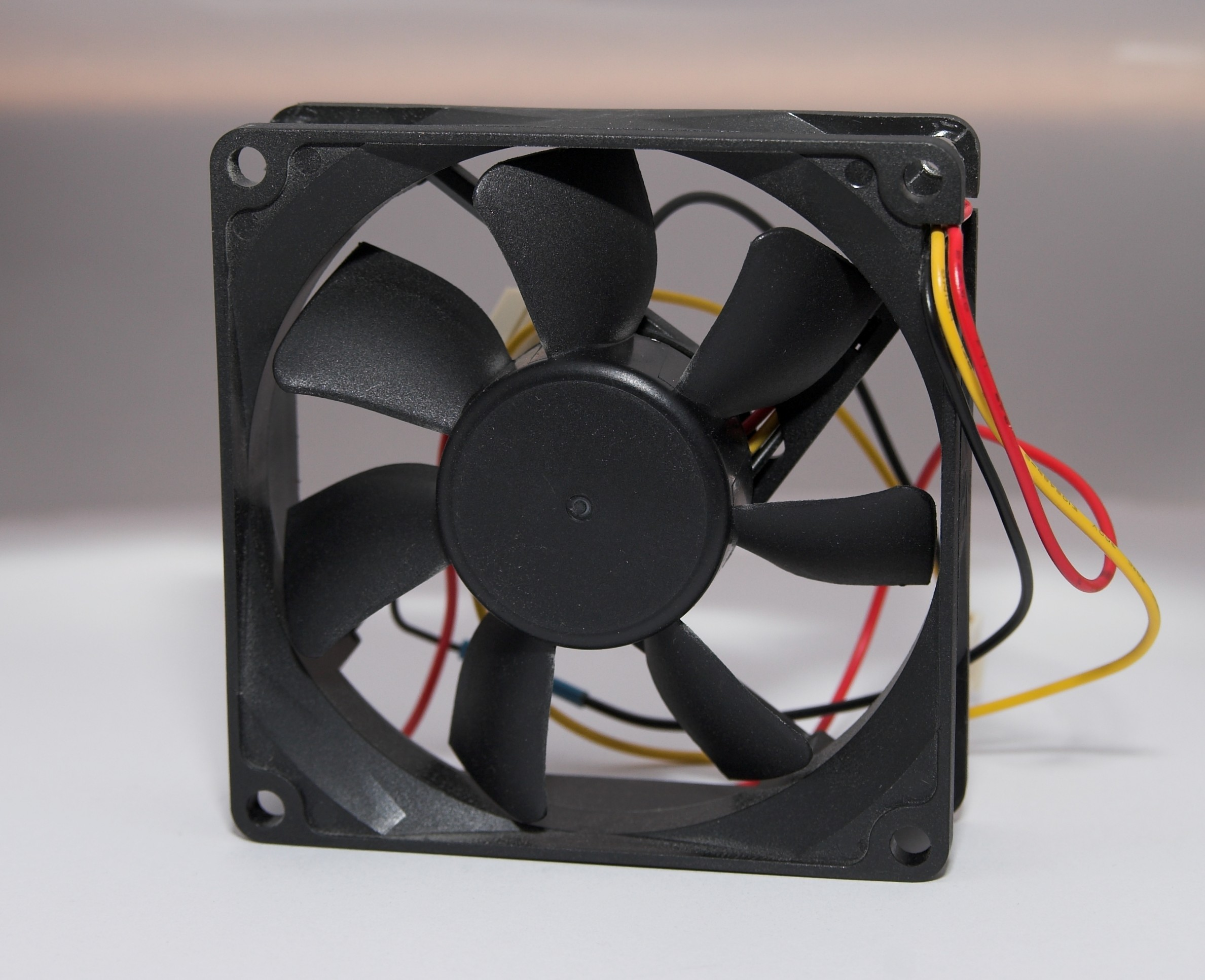
Осевой вентилятор с интегрированным вентильным электродвигателем для вентиляции корпуса системного блока персонального компьютера (т. н. корпусной вентилятор)

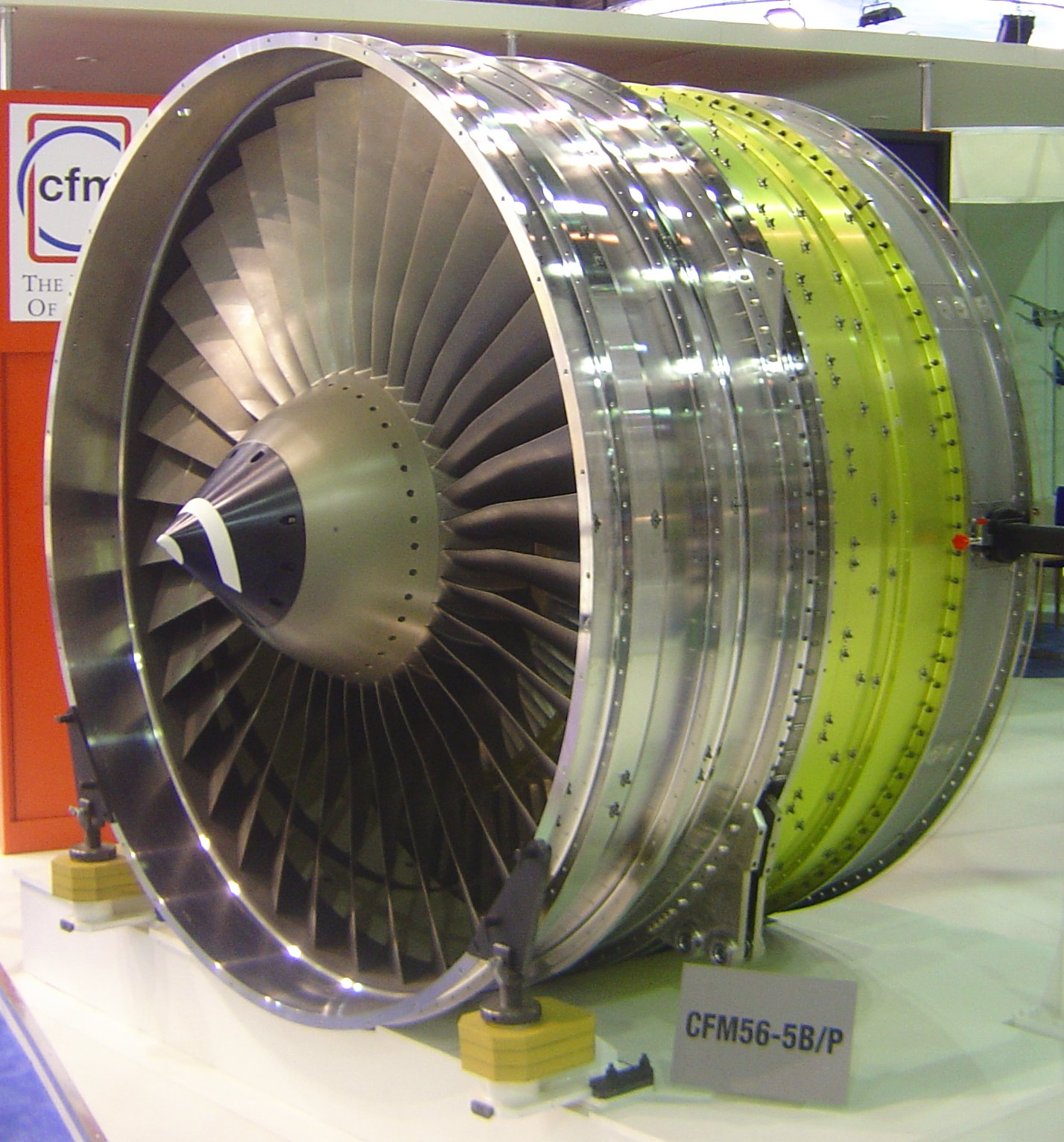
Осевой вентилятор авиационного двигателя CFM56

Также вентиляторами называют начальные ступени компрессоров турбовентиляторных авиационных двигателей и вентиляторы аэродинамических труб. Но это неправильно, так как их напор гораздо выше 15 кПа и они представляют собой осевые компрессоры большой производительности.

### Центробежный (радиальный) вентилятор
Данный вид вентилятора имеет ротор, имеющий лопатки спиральной формы. Воздух через входное отверстие засасывается внутрь ротора, где он приобретает спиралевидную траекторию и, за счёт центробежной силы инерции и специальной формы лопаток, направляется в выходное отверстие корпуса(направляющего аппарата) (так называемой «улитки», от внешнего сходства). Таким образом, выходной поток воздуха находится под прямым углом к входному. Данный вид вентилятора также часто применяется системах вентиляции, особенно промышленных. Также применяется в фенах, сушилках для рук, сушильных машинах, пылесосах, воздушных системах охлаждения ДВС, системах охлаждения электронных ламп большой мощности.

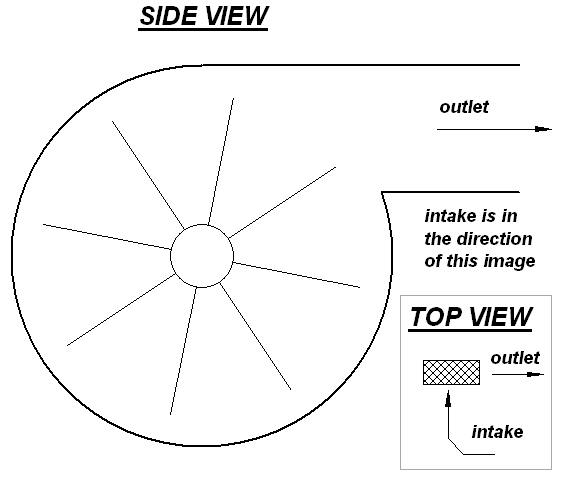
Центробежный вентилятор (схема)

Центробежный вентилятор (анимация)

В зависимости от типа, назначения и размеров вентилятора, количество лопаток рабочего колеса бывает различным, а сами лопатки изготавливают загнутыми вперёд или назад (относительно направления вращения). Применение радиальных вентиляторов с лопатками, загнутыми назад, даёт экономию электроэнергии примерно 20 %. Также они легко переносят перегрузки по расходу воздуха. Преимуществами радиальных вентиляторов с лопатками рабочего колеса, загнутыми вперёд, являются меньший диаметр колеса, а соответственно и меньшие размеры самого вентилятора, и более низкая частота вращения, что создаёт меньший шум.
Центробежные (радиальные) вентиляторы подразделяются на вентиляторы высокого, среднего и низкого давления.
Центробежные вентиляторы из алюминиевых сплавов, укомплектованные взрывозащитными электродвигателями, по уровню защиты от искрообразования относятся к вентиляторам с повышенной защитой, то есть к вентиляторам, в которых предусмотрены средства и меры, затрудняющие возникновение опасных искр. Вентиляторы с повышенной защитой от искрообразования предназначены для перемещения газопаровоздушных смесей 1-й и 2-й категории групп Т1, Т2, Т3 по классификации ПУЭ.

### Тангенциальный вентилятор (диаметральный)

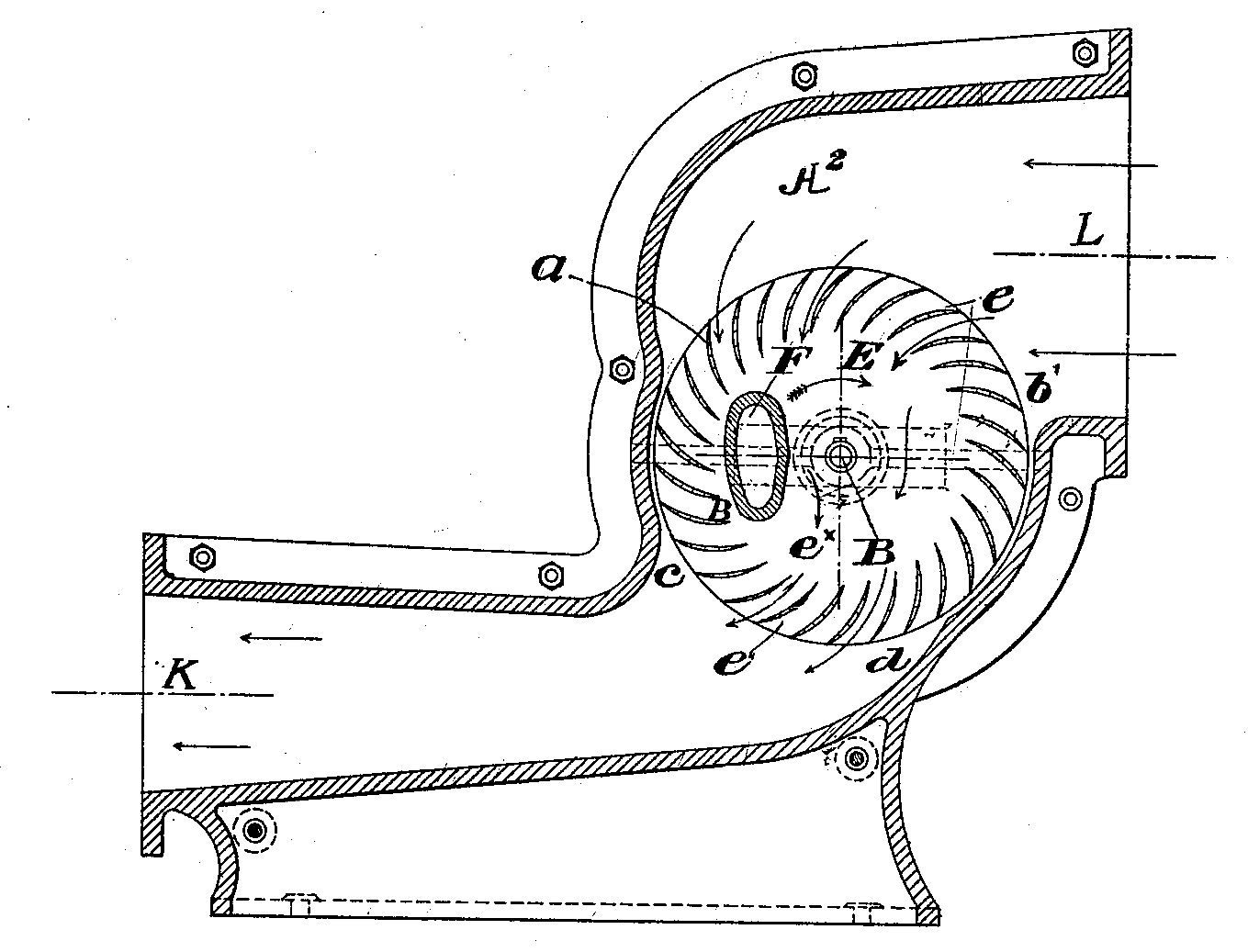
Патент 1893 года

Конструкция была предложена в 1893 году инженером Полом Мортиером. Крыльчатка тангенциального вентилятора встроена в корпус в форме диффузора, напоминающий корпус центробежного вентилятора. Так же, как и центробежный, тангенциальный вентилятор имеет ротор типа «беличье колесо», то есть пустой в центре и лопатки по внешней стороне, которые загнуты вперёд относительно направления вращения. Только воздух забирается не с торца вентилятора, а по всей его длине с фронтальной стороны устройства. Благодаря специальной форме корпуса во время работы в всасывающей камере возникает вихрь, направление вращения которого совпадает с направлением вращения ротора. Вихрем воздух всасывается внутрь рабочего колеса, получает ускорение и движется к выходу подобно тому, как это происходит в центробежном вентиляторе. Такие вентиляторы производят равномерный воздушный поток вдоль всей ширины вентилятора и бесшумны при работе.
Длина ротора тангенциального вентилятора, как правило, гораздо больше, чем его диаметр. Таким образом, форма оптимальна для комбинации с нагревательными и охлаждающими элементами. Благодаря этому такие вентиляторы широко применяются в кондиционерах (особенно - сплит-системах), воздушных завесах, фанкойлах и других устройствах, где не важен напор воздуха. Отличительной особенностью тангенциальных вентиляторов можно также назвать большой расход воздуха и низкий уровень шума.

### «Безлопастный» вентилятор
Прибор, построенный по принципу эжектора. В безлопастном вентиляторе воздушный поток создаёт обычный вентилятор небольшого размера, спрятанный в основании и подающий воздух с относительно большой скоростью сквозь узкие щели в большой рамке, через которую проходит основной поток перемещаемого воздуха. За счёт аэродинамических эффектов истекающий из щелей воздух увлекает за собой соседние слои. В основном, окружающий воздух засасывается с тыльной стороны в результате возникающего разрежения из-за формы профиля рамки. В результате поток воздуха по расходу увеличивается до 15-18 раз по сравнению с прокачиваемым нагнетателем объёмом, однако, скорость такого потока ниже, чем скорость потока, создаваемого непосредственно нагнетателем. Направление потока может быть изменено путём регулировки положения рамки. Достоинства такой схемы — отсутствие доступных извне корпуса движущихся деталей и ламинарный выходной поток, а потенциальный недостаток — шумность из-за высокого потребного давления нагнетателя и большой скорости истечения первичного потока (около 90 км/ч в исходной конструкции). Форма рамки может быть в виде кольца или в виде вытянутого овала, и др.

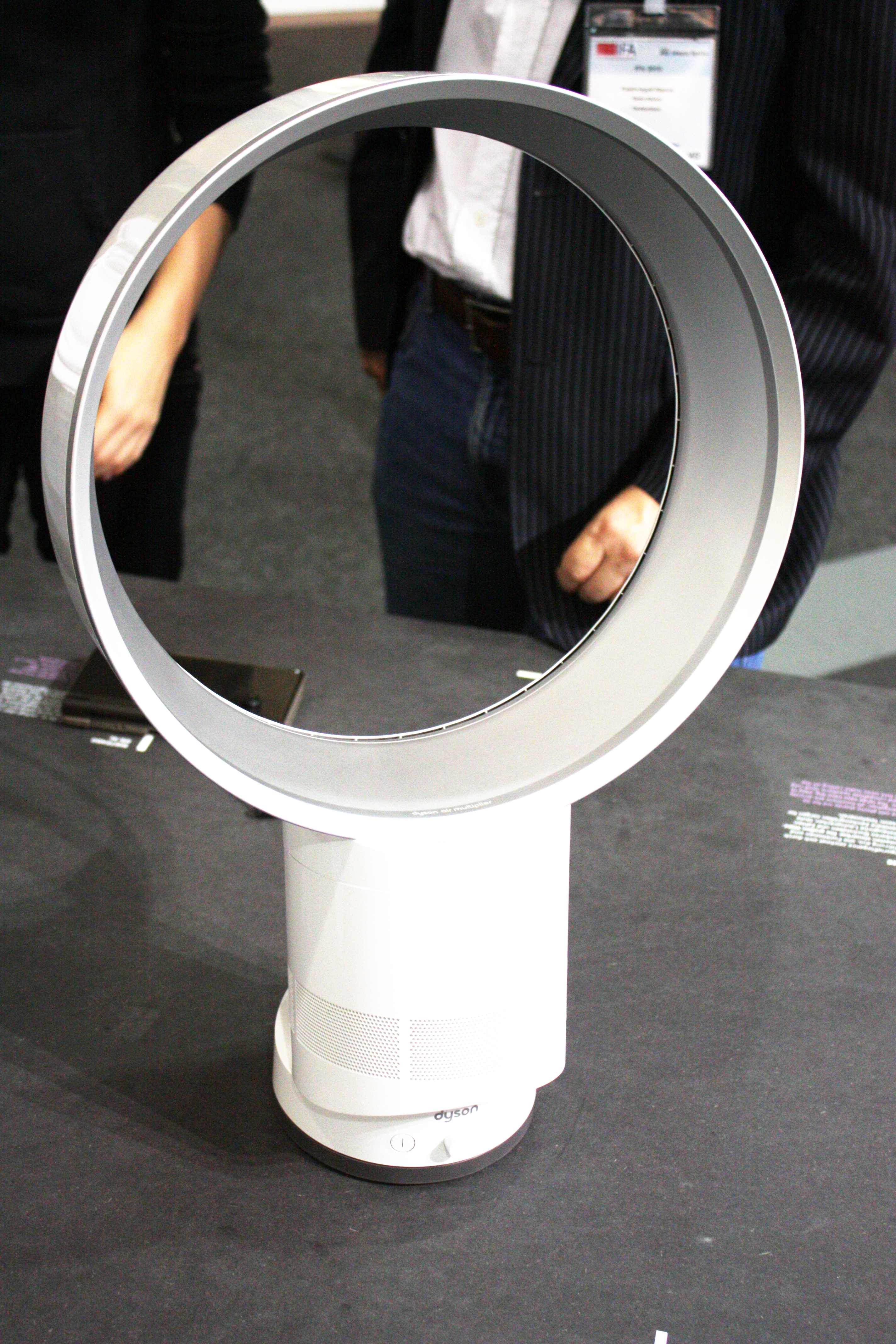
«Безлопастный» вентилятор Dyson

### Типы приводов вентиляторов
Вентиляторы, имеющие собственный двигатель, обычно оснащаются электродвигателем. Для больших промышленных вентиляторов используются трёхфазные асинхронные двигатели. Вентиляторы меньшей мощности часто приводятся в действие посредством электродвигателя переменного тока с экранированным полюсом, щёточными или бесщёточными двигателями постоянного тока. Вентиляторы с приводом от двигателей переменного тока используют напряжение 380 В или 220 В, в некоторых странах (Япония и США) - 110 В. В вентиляторах охлаждения компьютерного оборудования используют исключительно бесщёточные двигатели постоянного тока с напряжением, как правило 12 В, в связи с их доступностью, безопасностью, надёжностью и возможностью регулирования, такие вентиляторы обладают низкой себестоимостью и высокой технологичностью в изготовлении.
Вентиляторы, охлаждающие ДВС и другие механизмы, как правило, имеют привод от этого механизма. Используется прямой привод от вала машины, но чаще — через повышающую ремённую передачу, например, на автомобилях, в больших системах охлаждения и веятельных машинах. Вентиляторы, охлаждающие электродвигатели, обычно насажены на вал двигателя и протягивают через обмотки или через корпус двигателя охлаждающий воздух — это называется самовентиляцией электродвигателя.

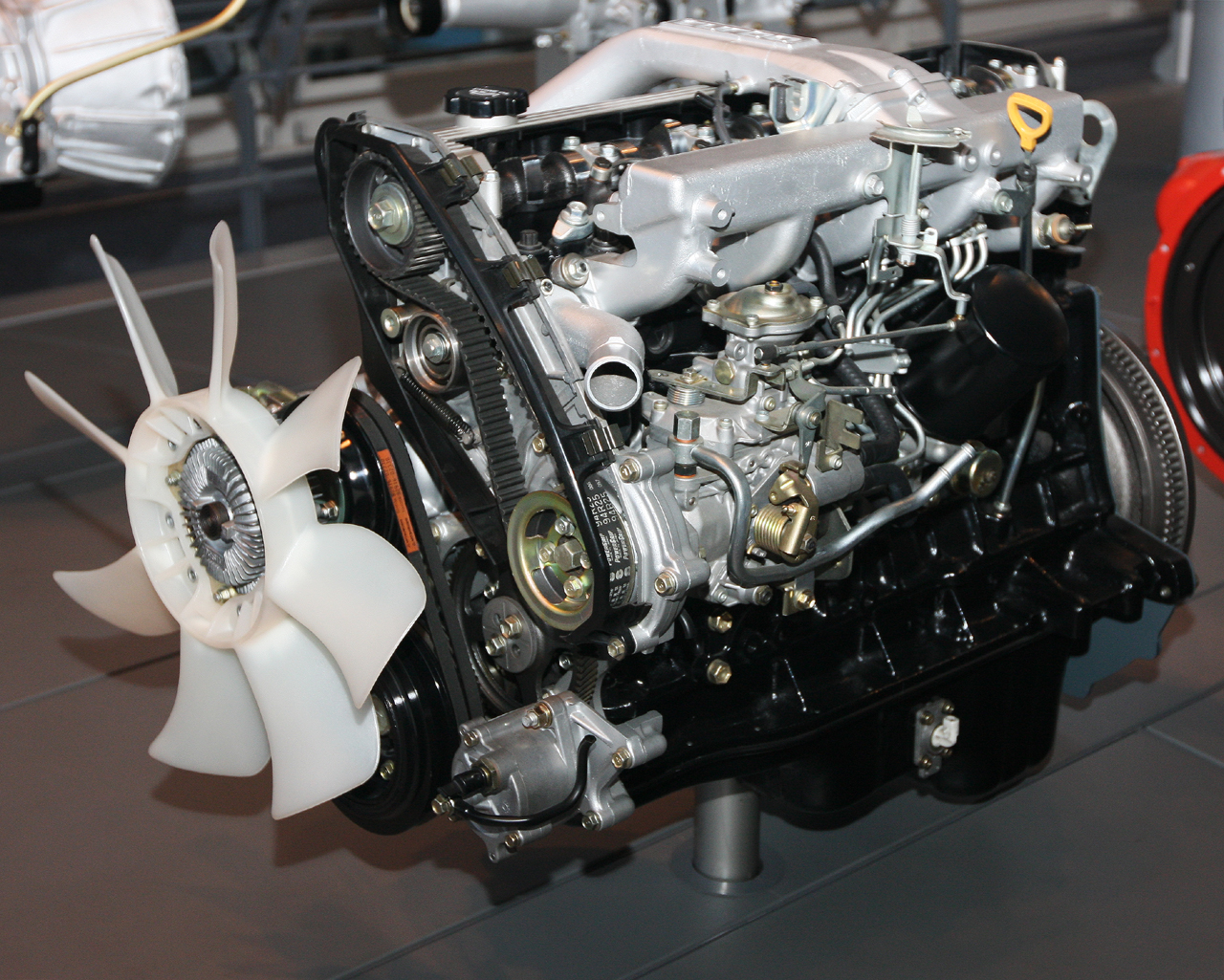
Вентилятор охлаждения радиатора на двигателе автомобиля, со встроенной вискомуфтой

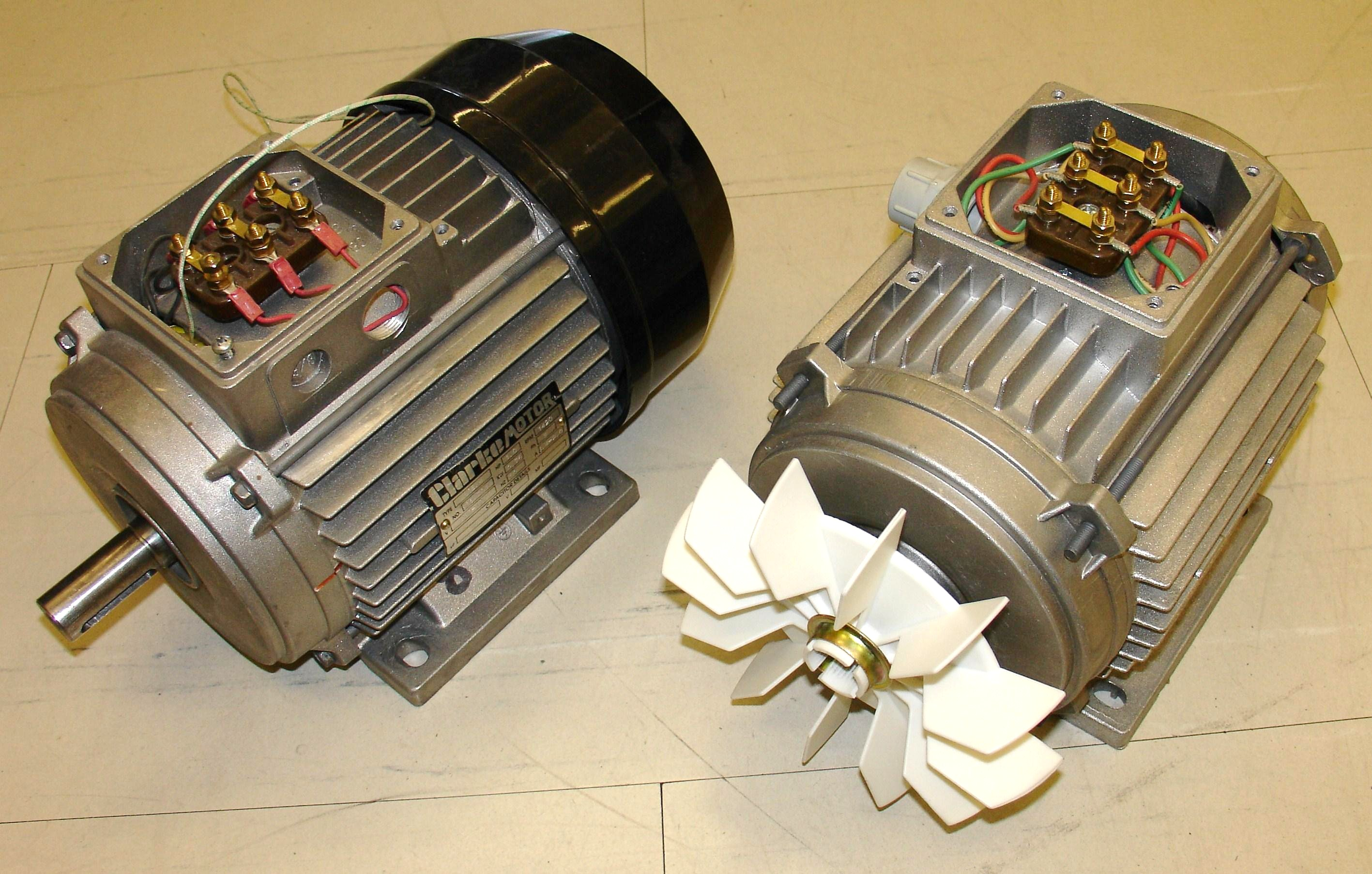
Промышленные асинхронные двигатели с встроенными вентиляторами самоохлаждения.

### Вентиляторы по исполнению

#### Канальные вентиляторы
Предназначены для монтажа в вентиляционный канал круглого или прямоугольного сечения. Вентиляторы этого типа устанавливаются на одном валу с электродвигателем в едином корпусе с использованием виброизолирующих прокладок.
Вентилятор может быть осевым, диагональным, многолопастным или радиальным, с лопатками загнутыми как вперёд так и назад, одностороннего или двухстороннего всасывания.
Корпус канальных вентиляторов может изготавливаться из специального пластика, из гальванизированной стали и даже быть смешанным. Из-за небольших габаритных размеров канальные вентиляторы могут устанавливаться непосредственно в сети воздуховодов, встраиваться в канальные системы вентиляции и кондиционирования воздуха и скрываться за подшивным потолком или в специальных вертикальных шкафах. Возможно любое (горизонтальное, вертикальное или наклонное) положение вентилятора при его установке. Основные преимущества канального вентилятора связаны с его компактностью при значительных расходах воздуха. Для предотвращения распространения вибрации по каналу вентиляторы комплектуются тканевыми компенсаторами или гибкими вставками.

#### Крышные вентиляторы
Крышные вентиляторы монтируются непосредственно на крыше здания, обычно имеют специальную раму для обеспечения долговечности и стойкости к атмосферным воздействиям. В связи с тем, что они практически весь срок службы находятся на улице, к ним предъявляются особые требования по влаго и пылеустойчивости, все стальные детали оцинкованы методом горячего цинкования. Существуют крышные вентиляторы как для систем общей вентиляции, так и специальные жаропрочные вентиляторы для высокотемпературных систем, например, систем дымоудаления при пожаре, организации тяги для камина, мангала или газового водогрейного котла.
| На рисунке показаны типичные крышные вентиляторы. Слева – осевой, справа – радиальный. Источник | На рисунке показаны типичные канальные прямоточные вентиляторы. Источник |

### Обозначение вентиляторов в энергетике
Обозначение вентиляторов состоит из марки вентилятора (относительно сферы его применения или конструктивных особенностей), типоразмера и (в зависимости от производителя) частоты вращения в оборотах в минуту. Основные марки центробежных и осевых вентиляторов:
- ВМ — Вентилятор мельничный
- ВД — Вентилятор дутьевой
- ВДН — Вентилятор дутьевой с назад загнутыми лопатками
- ВГДН — Вентилятор горячего дутья с назад загнутыми лопатками
- ВГД — Вентилятор горячего дутья
- ВС — Вентилятор специальный
- ВЦ — Вентилятор центробежный
- ВР — Вентилятор радиальный
- ВКС — Вентилятор для кипящего слоя
- ВКР — Вентилятор крышный радиальный
- ВСК — Вентилятор специальный коррозионностойкий
- ВВД — Вентилятор высокого давления
- ВВДН — Вентилятор высокого давления с назад загнутыми лопатками
- ВВР — Высоконапорный вентилятор с радиальными лопатками
- ВВСМ — Вентилятор валковых среднеходных мельниц
- ВГДН — Вентилятор горячего дутья с назад загнутыми лопатками
- ВВГДН — Вентилятор высоконапорный горячего дутья с назад загнутыми лопатками
- ВВН — Вентилятор высоконапорный
- ВЦП — Вентилятор центробежный пылевой
- ВРП — Вентилятор радиальный пылевой
- ВДОД — Вентилятор дутьевой осевой двухступенчатый
- ВО — Вентилятор осевой
- ВАС — Вентилятор для атомных электростанций[4]
- ДГ — дымосос горячего дутья
- ДН или Д — дымосос центробежный с односторонним всасыванием (один патрубок или всасывающий карман)
- ДОД — дымосос осевой двухступенчатый
- ДРГ — дымосос рециркуляции газов
- Дх2 или ДНх2 — дымосос центробежный с двухсторонним всасыванием (два всасывающих кармана)

## Бытовой вентилятор

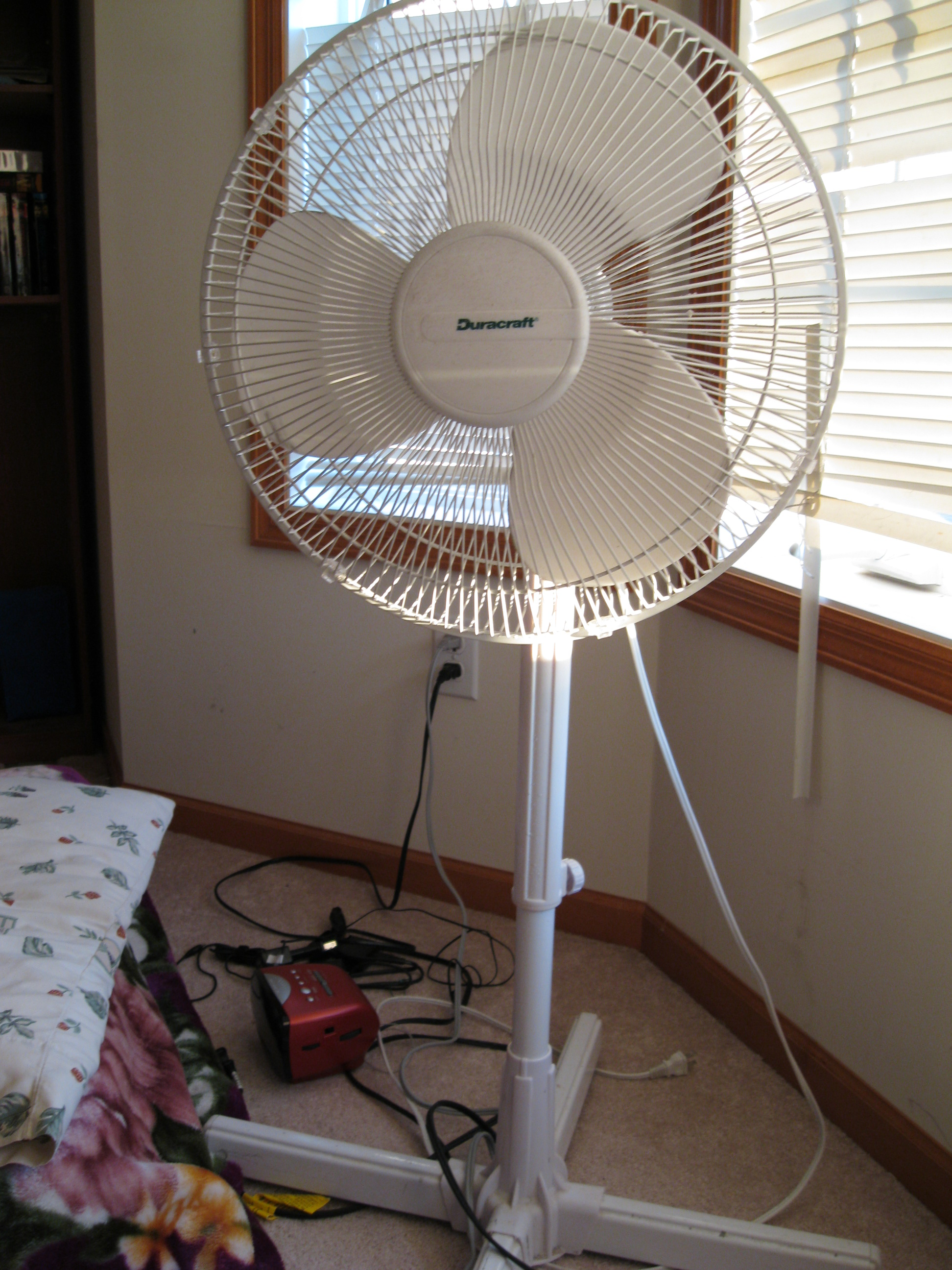
Типичный бытовой электровентилятор

Вентилятор предназначен для создания микроклимата в помещении, обеспечивающего комфортное пребывание.
Бытовые вентиляторы классифицируются по типу, размеру, производительности, числу лопастей, исполнению и функциональности.
Наиболее распространены осевые бытовые вентиляторы, реже встречаются тангенциальные и «безлопастные». Рабочее колесо вентилятора делают обычно из пластика, иногда из дерева или из металла. Для защиты от движущихся лопастей рабочего колеса вентиляторы оснащаются решёткой.
Вентиляторы могут иметь функции регулировки скорости вращения и «автоповорота». Автоповорот в бюджетных моделях имеет привод от вала двигателя через червячный редуктор (при этом вал-червяк выходит с другого подшипникового щита двигателя) с возможностью отключения, фрикцион, который прижимается кнопкой, находится в ступице червячного колеса. Более дорогие модели имеют индивидуальный электропривод автоповорота с помощью однофазного синхронного двигателя с цилиндрическим редуктором, и у них эта функция обычно имеет электронное управление.
Также вентиляторы могут оснащаться таймером, гигрометром, термометром, часами, подсветкой, пультом дистанционного управления и т. д. Как правило, вентиляторы бытового назначения имеют двигатели асинхронные с короткозамкнутым ротором, маленькие настольные — асинхронные с экранированными полюсами, не требующими использования пускового конденсатора. Как правило, используются подшипники скольжения — бронзовые втулки. Мощность двигателей напольных вентиляторов лежит в диапазоне от 30 до 130 ватт, для настольных, работающих от бытовой сети переменного тока: от 15 до 30 ватт. Существуют миниатюрные USB-вентиляторы, которые работают от источника с напряжением 5 вольт, в данном случае в них применяются вентильные электродвигатели, некоторые модели имеют функцию автоповорота с тем же механизмом, что и у «обычных» бытовых вентиляторов.
Существуют также бытовые вентиляторы напольного, или, реже, настольного исполнения, имеющие функцию увлажнителя воздуха. В них установлен ультразвуковой увлажнитель воздуха (в конструкции которого также всегда есть небольшой вентилятор), насадка выходная находится на центре решётки вентилятора, и подключена с помощью гибкого шланга, при этом, поток воздуха, создаваемый основным вентилятором, рассеивает холодный пар в помещении. При адиабатическом увлажнении воздуха происходит снижение температуры воздуха, при этом без изменения энтальпии, поэтому такие бытовые приборы можно считать разновидностью испарительных кондиционеров, хорошо снижающих температуру в условиях сухого и жаркого климата.
Вытяжные вентиляторы устанавливаются в вентиляционные каналы в ванных комнатах, санузлах и туалетах, и позволяют снижать влажность (путём замены воздуха в объёме помещения) и удалять неприятные запахи из этих помещений. Вентиляторы имеют влагобрызгозащищённое исполнение, подключаются к однофазной сети переменного тока частотой 50 Гц и напряжением 220 В. Наиболее часто применяются двигатели с экранированными полюсами и бронзовыми подшипниками скольжения. Двигатель вентилятора может устанавливаться на вибропоглощающие вставки для снижения шумности работы, некоторые модели оснащаются таймером, датчиком движения и гигрометром. Часто применяются на вытяжных вентиляторах обратные клапаны для предотвращения обратной тяги, и, следовательно, поступления неприятных запахов из вентиляционного короба и антимоскитные сетки. Есть некоторые модели, в которых применяются вентильные двигатели, подобные тем что используются в компьютерных вентиляторах. Такой вытяжной вентилятор работает от постоянного тока напряжением 12 В, оснащены гигрометром, пультом ДУ и таймером, имеет несколько режимов работ.

## Галерея

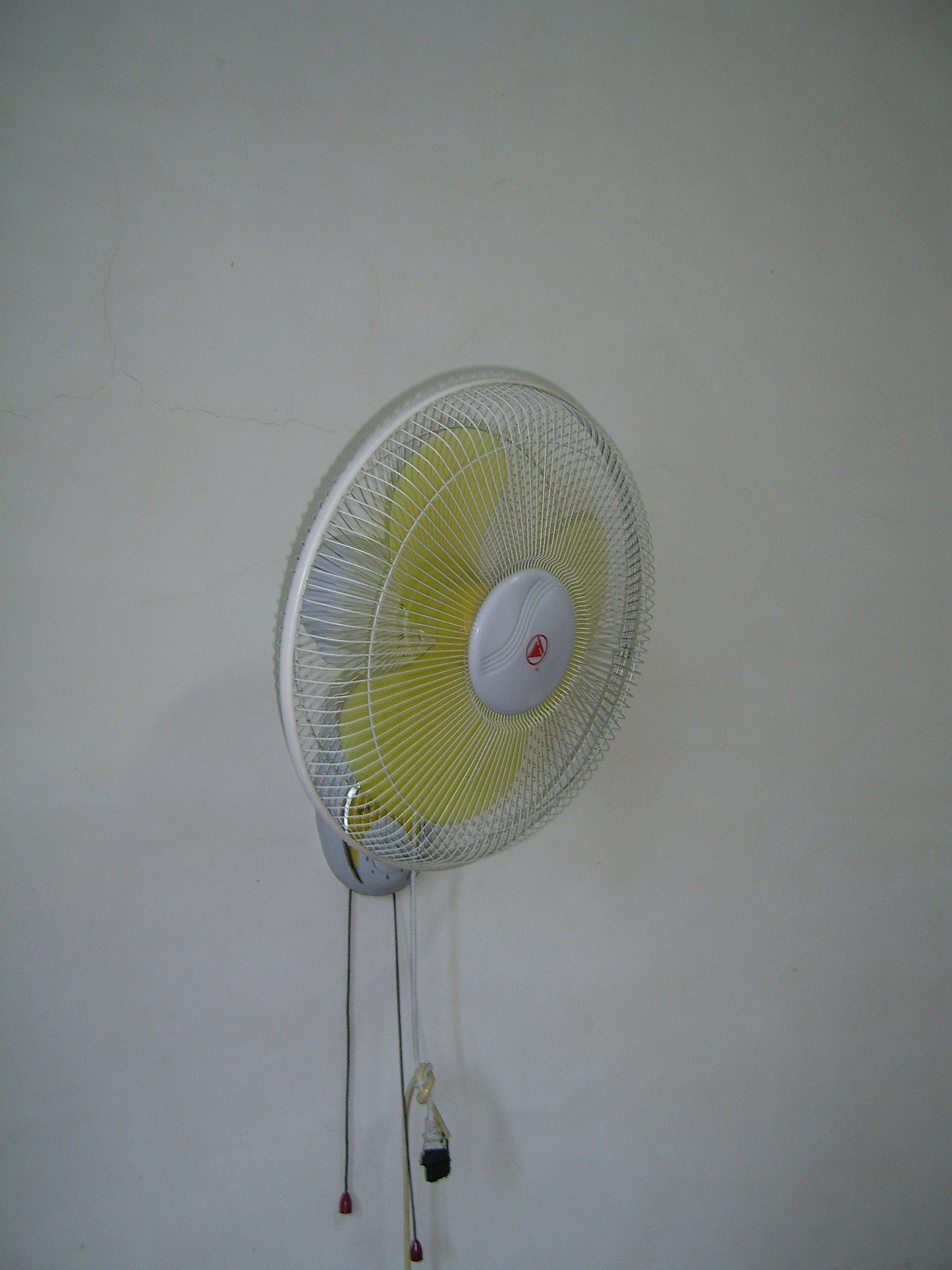
Настенный вентилятор
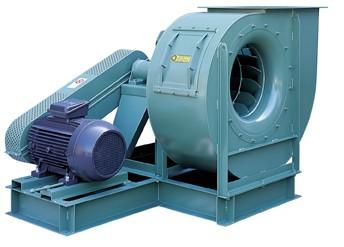
Промышленный центробежный вентилятор
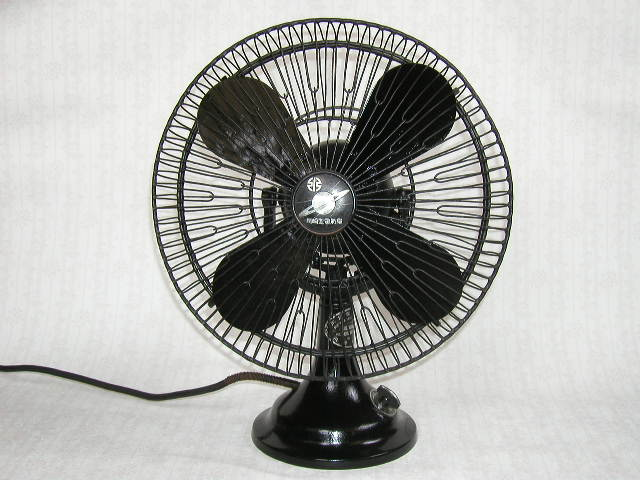
Настольный осевой вентилятор
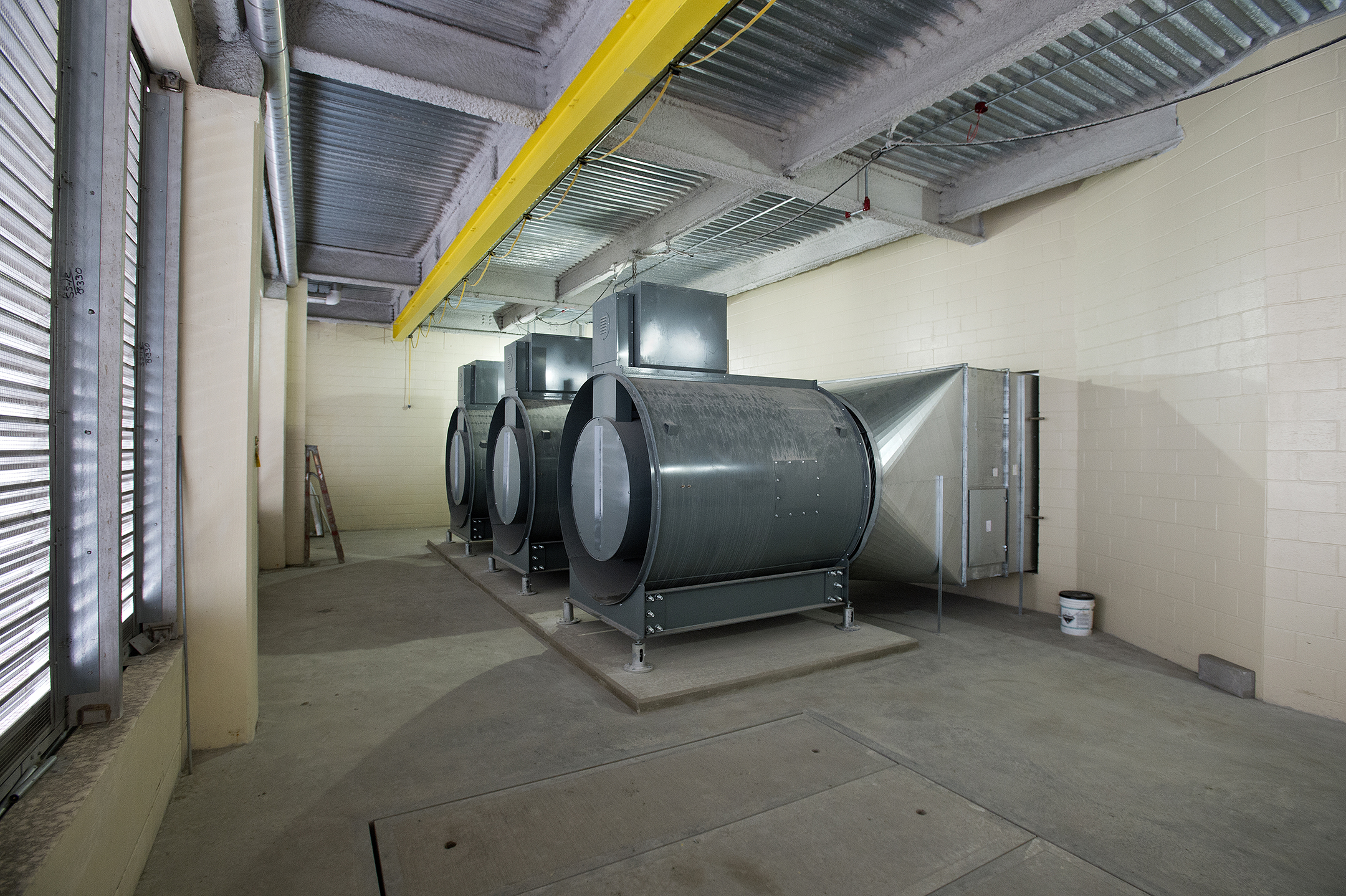
Мощные осевые канальные вентиляторы